# The Face Thailand
The Face Thailand là chương trình truyền hình thực tế về tìm kiếm người mẫu được công chiếu trên đài Channel 3 ở Thái Lan. Vòng tuyển chọn cho chương trình bắt đầu từ ngày 23 tháng 8 năm 2014. Những thí sinh tham gia chương trình phải từ độ tuổi 12 đến 27, và chiều cao tối thiểu từ 165 cm (5 ft 5 in).
Chương trình phát sóng trên TV từ ngày 4 tháng 10 năm 2014. Thái Lan cũng đã khởi động một phiên bản quốc tế dành cho các thí sinh nam The Face Men Thailand hoặc The Face Men. Chương trình công chiếu vào ngày 29 tháng 7 năm 2017.

## Dẫn chương trình và Huấn luyện viên
| Huấn luyện viên      | Mùa | Mùa | Mùa | Mùa | Mùa | Mùa |
| Huấn luyện viên      | 1   | 2   | 3   | 4   | 5   | 6   |
| -------------------- | --- | --- | --- | --- | --- | --- |
| Lukkade Metinee      | ✔   | ✔   | ✔   | ✔   |     |     |
| Ploy Chermarn        | ✔   |     |     | ✘   |     |     |
| Ying Ratha           | ✔   |     |     |     |     |     |
| Bee Namthip          |     | ✔   | ✔   | ✔   |     |     |
| Cris Horwang         |     | ✔   | ✔   | ✔   |     |     |
| Marsha Vadhanapanich |     |     | ✘   |     |     |     |
| Sonia Couling        |     |     |     | ✔   |     |     |
| Sririta Jensen       |     |     |     | ✔   |     |     |
| Maria Poonlertlarp   |     |     |     |     | ✔   | ✔   |
| Toni Rakkaen         |     |     |     |     | ✔   |     |
| Gina Virahya         |     |     |     |     | ✔   |     |
| Bank Anusith         |     |     |     |     | ✔   |     |
| Anntonia Porsild     |     |     |     |     |     | ✔   |
| Pancake Khemanit     |     |     |     |     |     | ✔   |
| Dẫn chương trình     | Mùa | Mùa | Mùa | Mùa | Mùa | Mùa |
| Dẫn chương trình     | 1   | 2   | 3   | 4   | 5   | 6   |
| Utt Asda             | ✔   |     |     |     |     |     |
| Khun Chanon          |     | ✔   | ✔   | ✔   |     |     |
| Antoine Pinto        |     |     |     |     | ✔   |     |
| Ston Tantraporn      |     |     |     |     |     | ✔   |
| Cố vấn               | Mùa | Mùa | Mùa | Mùa | Mùa | Mùa |
| Cố vấn               | 1   | 2   | 3   | 4   | 5   | 6   |
| Araya Inthra         |     |     |     |     | ✔   |     |
| Polpat Asavaprapha   |     |     |     |     | ✔   |     |
| Ajirapa Meisinger    |     |     |     |     | ✔   |     |
| Anne Thongprasom     |     |     |     |     |     | ✔   |

| Huấn luyện viên      | Mùa              | Mùa              | Mùa              | Mùa              | Mùa               | Mùa               |
| Huấn luyện viên      | Mùa 1 (2014)     | Mùa 2 (2015)     | Mùa 3 (2017)     | Mùa 4 (2018)     | Mùa 5 (2019)      | Mùa 6 (2025)      |
| Lukkade Metinee      | Huấn Luyện viên  | Huấn Luyện viên  | Huấn Luyện viên  | Huấn Luyện viên  |                   |                   |
| Ploy Chermarn        | Huấn Luyện viên  |                  |                  | Huấn Luyện viên  |                   |                   |
| Ying Ratha           | Huấn Luyện viên  |                  |                  |                  |                   |                   |
| Bee Namthip          |                  | Huấn Luyện viên  | Huấn Luyện viên  | Huấn Luyện viên  |                   |                   |
| Cris Horwang         |                  | Huấn Luyện viên  | Huấn Luyện viên  | Huấn Luyện viên  |                   |                   |
| Marsha Vadhanapanich |                  |                  | Huấn Luyện viên  |                  |                   |                   |
| Sonia Couling        |                  |                  |                  | Huấn Luyện viên  |                   |                   |
| Sririta Jensen       |                  |                  |                  | Huấn Luyện viên  |                   |                   |
| Maria Poonlertlarp   |                  |                  |                  |                  | Huấn Luyện viên   | Huấn Luyện viên   |
| Toni Rakkaen         |                  |                  |                  |                  | Huấn Luyện viên   |                   |
| Bank Anusith         |                  |                  |                  |                  | Huấn Luyện viên   |                   |
| Gina Virahya         |                  |                  |                  |                  | Huấn Luyện viên   |                   |
| Anntonia Porsild     |                  |                  |                  |                  |                   | Huấn Luyện viên   |
| Pancake Khemanit     |                  |                  |                  |                  |                   | Huấn Luyện viên   |
| Utt Asda             | Dẫn chương trình |                  |                  |                  |                   |                   |
| Khun Chanon          |                  | Dẫn chương trình | Dẫn chương trình | Dẫn chương trình |                   |                   |
| Antoine Pinto        |                  |                  |                  |                  | Dẫn chương trình  |                   |
| Ston Tantraporn      |                  |                  |                  |                  |                   | Dẫn chương trình  |
| Ajirapa Meisinger    |                  |                  |                  |                  | Cố vấn chuyên môn |                   |
| Polpat Asavaprapha   |                  |                  |                  |                  | Cố vấn chuyên môn |                   |
| Araya Inthra         |                  |                  |                  |                  | Cố vấn chuyên môn |                   |
| Anne Thongprasom     |                  |                  |                  |                  |                   | Cố vấn chuyên môn |
| -------------------- | ---------------- | ---------------- | ---------------- | ---------------- | ----------------- | ----------------- |

     Quit
- Marsha Vadhanapanich rời chương trình và được Cris Horwang thay thế trong The Face Thailand, Mùa 3 (Tập 8).
- Ploy Chermarn quit in The Face Thailand Mùa 4 (Tập 13).

## Các mùa
| Mùa | Ngày phát sóng       | Quán quân             | Á quân                                                                                                | Thứ tự loại trừ | Số thí sinh |
| --- | -------------------- | --------------------- | --- | --- | ----------- |
| 1   | 4 tháng 10 năm 2014  | Sabina Meisinger      | Penny Lane Mila Poomdit                                                                               | Jiksor Ubonratsamee, Pompam Rueangsilprasert, Jenny Akrasaevaya, Mei Rienrukwong, Park Jirajitmeechai, Ann Porsild, Hong Sirimat, Tarn Kunpiyawat, Carissa Spingett & Belle Saibuapan & May Thanamethpiya, Sai Visuttipranee                      | 15          |
| 2   | 17 tháng 10 năm 2015 | Ticha Chumma          | Gina Pattarachokchai Gwang Ormsinnoppakul                                                             | Looknam Kruythong, Namwan Wongtanatat, Jee Phisanphongchana, June Tongsumrit, Natto Pongkhan, Praew Naksuwan, Tiya Durmaz, Jazzy Chewter, Coco Suparurk & Linly Thongkam & Jukkoo Klinchan, Maprang Arunchot                                      | 15          |
| 3   | 4 tháng 2 năm 2017   | Grace Boonchompaisarn | Fah Sawangkla Plengkwan Tongsaen Sky Hoerschler                                                       | Boongkie Rakkhapan, Metploy Jenjobjing, Maya Goldman, Prim Lodsantia, Khaw Kaewmanee, Blossom Roongpetchrat, Hana Chancheaw, Julie Anderson, Mint Samainiyom & Tia Taveepanichpan & Tubtim Labudomsakul                                           | 15          |
| 4   | 10 tháng 2 năm 2018  | Gina Pattarachokchai  | Darran Chanavarasutthisiri Sky Hoerschler Tia Taveepanichpan Jeo Angelo Attila Gagnaux Prim Lodsantia | Maprang Arunchot, Jukukoo Klinchan, Jazzy Chewter, Hana Chancheaw, Jenny Akrasaevaya, Hong Sirimat, Third Yoovichit, Fah Sawangkla, Namwan Wongtanatat & Niki Boontham & Sai Visuttipranee                                                        | 18          |
| 5   | 23 tháng 2 năm 2019  | Candy Tansiri         | Zorzo Akarakijwattanakul Chompooh Prasanwan                                                           | Bill Sida & Emmy Sawyer & Liam Samuels, Mimi Kattiya, Posie Samuels, Tan Khamwachirapitak, Matthew May & Top Tunjaroen, Dream Suttiruk, Sia Okoye, Marcos Alexandre, Jr., Eve Lertpitaksinchai & Minnie Siangwong & Greg de Bodt, Montra Tantawan | 18          |
| 6   | 19 tháng 7 năm 2025  |                       | | Gail Chiaradisak, Heidi Jensen, Mellamay Marcar, Palmy Suesamrit, Rima Haasewinkel, Gwang Wanpen, Lita Niehus, Miu Pholrachom, Parker Phatthanasoon, Veniche Chansupasen, Amie Marks, Amy Hounsome, Bebe Polak, Phoom Banluepromrat, Tyra Lithiby | 15          |

Ký hiệu đội Huấn luyện viên
     Đội Lukkade (Mùa 1-4)
     Đội Ploy (Mùa 1,4)
     Đội Ying (Mùa 1)
     Đội Bee (Mùa 2-4)
     Đội Cris (Mùa 2-4)
     Đội Marsha (Mùa 3)
     Đội Cris & Lukkade (Mùa 4)
     Đội Bee & Rita (Mùa 4)
     Đội Ploy & Sonia (Mùa 4)
     Đội Toni (Mùa 5)
     Đội Gina-Bank (Mùa 5)
     Đội Maria (Mùa 5-6)
     Đội Anntonia (Mùa 6)
     Đội Pancake (Mùa 6)

## Bảng các tập các mùa

### Mùa 1
| Huấn luyện viên  | Tập    | Tập  | Tập  | Tập  | Tập  | Tập  | Tập  | Tập  | Tập  | Tập  | Tập  | Tập   | Tập  |
| Huấn luyện viên  | 1      | 2    | 3    | 4    | 5    | 6    | 7    | 8    | 9    | 10   | 11   | 12    | 13   |
| ---------------- | ------ | ---- | ---- | ---- | ---- | ---- | ---- | ---- | ---- | ---- | ---- | ----- | ---- |
| Lukkade          | Top 15 |      |      |      |      |      |      |      |      |      |      | Không |      |
| Ploy             | Top 15 |      |      |      |      |      |      |      |      |      |      | Không |      |
| Ying             | Top 15 |      |      |      |      |      |      |      |      |      |      | Không |      |
| Dẫn chương trình | Utal   | Utal | Utal | Utal | Utal | Utal | Utal | Utal | Utal | Utal | Utal | Utal  | Utal |

     Đội có thí sinh là Quán quân
     Đội có thí sinh là Á quân
     Đội chiến thắng thử thách nhóm
     Đội có thí sinh vào vòng loại nhưng không bị loại
     Đội có thí sinh vào vòng loại và bị loại

### Mùa 2
| Huấn luyện viên  | Tập    | Tập  | Tập  | Tập  | Tập  | Tập  | Tập  | Tập  | Tập  | Tập  | Tập   | Tập   | Tập  |
| Huấn luyện viên  | 1      | 2    | 3    | 4    | 5    | 6    | 7    | 8    | 9    | 10   | 11    | 12    | 13   |
| ---------------- | ------ | ---- | ---- | ---- | ---- | ---- | ---- | ---- | ---- | ---- | ----- | ----- | ---- |
| Lukkade          | Top 15 |      |      |      |      |      |      |      |      |      |       | Không |      |
| Bee              | Top 15 |      |      |      |      |      |      |      |      |      |       | Không |      |
| Cris             | Top 15 |      |      |      |      |      |      |      |      |      | Không | Không |      |
| Dẫn chương trình | Khun   | Khun | Khun | Khun | Khun | Khun | Khun | Khun | Khun | Khun | Khun  | Khun  | Khun |

     Đội có thí sinh là Quán quân
     Đội có thí sinh là Á quân
     Đội chiến thắng thử thách nhóm
     Đội có thí sinh vào vòng loại nhưng không bị loại
     Đội có thí sinh vào vòng loại và bị loại

### Mùa 3
| Bee              | Top 15   |          |          |          |          |          |          |          |                  |                  |                  |                  |                  |                  |                  |
| Lukkade          | Top 15   |          |          |          |          |          |          |          |                  |                  |                  |                  |                  |                  |                  |
| Martha           | Top 15   |          |          |          |          |          |          |          | Rời chương trình | Rời chương trình | Rời chương trình | Rời chương trình | Rời chương trình | Rời chương trình | Rời chương trình |
| Cris             | Thay thế | Thay thế | Thay thế | Thay thế | Thay thế | Thay thế | Thay thế | Thay thế |                  |                  |                  | Không            |                  |                  |                  |
| Dẫn chương trình | Khun     | Khun     | Khun     | Khun     | Khun     | Khun     | Khun     | Khun     | Khun             | Khun             | Khun             | Khun             | Khun             |                  |                  |

     Đội có thí sinh là Quán quân
     Đội có thí sinh là Á quân
     Đội chiến thắng thử thách nhóm
     Đội có thí sinh vào vòng loại nhưng không bị loại
     Đội có thí sinh vào vòng loại và bị loại

### Mùa 4
Lưu ý:The Face Thái Lan mùa 4 được tổ chức dưới dạng all star nên có 2 huấn luyện viên  
| Huấn luyện viên  | Tập    | Tập  | Tập  | Tập  | Tập  | Tập  | Tập  | Tập  | Tập  | Tập  | Tập  | Tập   | Tập  |
| Huấn luyện viên  | 1      | 2    | 3    | 4    | 5    | 6    | 7    | 8    | 9    | 10   | 11   | 12    | 13   |
| ---------------- | ------ | ---- | ---- | ---- | ---- | ---- | ---- | ---- | ---- | ---- | ---- | ----- | ---- |
| Cris và Lukkade  | Top 17 |      |      |      |      |      |      |      |      |      |      |       |      |
| Rita và Bee      | Top 17 |      |      |      |      |      |      |      |      |      |      |       |      |
| Sonia và Ploy    | Top 16 |      |      |      |      |      |      |      |      |      |      | Không |      |
| Dẫn chương trình | Khun   | Khun | Khun | Khun | Khun | Khun | Khun | Khun | Khun | Khun | Khun | Khun  | Khun |

     Đội có thí sinh là Quán quân
     Đội có thí sinh là Á quân
     Đội chiến thắng thử thách nhóm
     Đội có thí sinh vào vòng loại nhưng không bị loại
     Đội có thí sinh vào vòng loại và bị loại